# Rodzice chrzestni

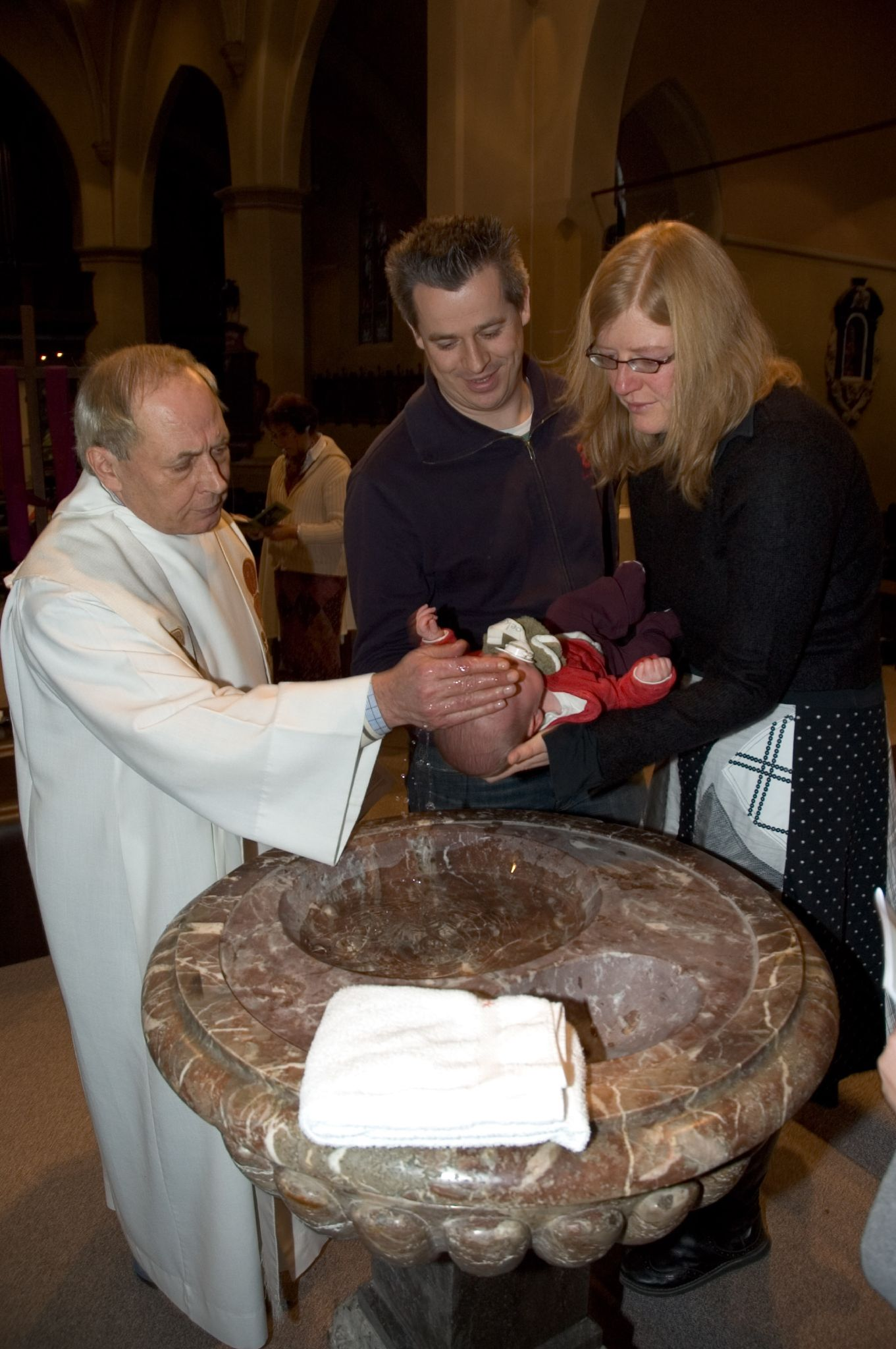
Rodzice chrzestni trzymają dziecko do chrztu.

Rodzice chrzestni (łac. patrini) – osoby przedstawione w czasie sakramentu chrztu przez osobę chrzczoną lub jego przedstawicieli jako wspierające rozwój religijny i duchowy ochrzczonego.

## Kościół katolicki

### Powstanie instytucji
Instytucja rodziców chrzestnych wyrosła z funkcji historycznych:
- poręczyciel – przyprowadzał katechumena do diakona bądź kapłana i był poręczycielem szczerości jego intencji w dążeniu do przyjęcia sakramentu,
- pomocnik – pomagał przy obrzędzie chrztu. Gdy zaszła taka potrzeba opiekował się kandydatem i przygotowywał do przyjęcia sakramentu,
- rzecznik – uczestniczył w chrzcie dzieci, by odpowiadać w ich imieniu.

W IX wieku te funkcje przejęli rodzice chrzestni. W XV wieku w chrzcie brało udział trzech chrzestnych, zaś w XVI wieku zgodnie z postanowieniami soboru trydenckiego liczba zmalała do dwóch.

### Warunki
Prawo kanoniczne mówi, że „Przyjmujący chrzest powinien mieć, jeśli to możliwe, chrzestnego. Należy wybrać jednego tylko chrzestnego lub chrzestną, albo dwoje chrzestnych”.
Obecnie można dokonać wyboru – jednego lub dwoje (co implikuje, że w drugim przypadku musi to być kobieta i mężczyzna, a nie osoby tej samej płci) – chrzestnych. Wyboru dokonuje katechumen, jego rodzice lub proboszcz. Mają oni obowiązek złożyć wyznanie wiary, więc należy wybrać odpowiednie do tego osoby, by mogły to uczynić szczerze. Poza tym chrzestny musi mieć przyjęte sakramenty chrztu, bierzmowania i Eucharystii oraz należeć do wspólnoty Kościoła katolickiego. O ile biskup diecezjalny nie ustanowił odrębnego prawa w tej kwestii (bądź też proboszcz lub szafarz jest przekonany o „słusznej przyczynie” ustanowienia wyjątku), chrzestny musi mieć ukończone 16 lat. Jednakże istnieją wyjątkowe sytuacje, w których prawo kościelne mimo spełnienia tych warunków zabrania wykonywania tej funkcji, np.: ekskomunika. Rodzice dziecka nie mogą być jednocześnie jego chrzestnymi.
Rodzicem chrzestnym może być także osoba wyznania prawosławnego, jeśli pierwszym rodzicem chrzestnym jest katolik. Warunkiem jest, aby było zapewnione wychowanie dziecka w wierze katolickiej, chrzestny miał ukończone 15 lat i był ochrzczony w wierze, którą wyznaje. Osoby innych wyznań chrześcijańskich mogą być tzw. świadkami chrztu, pod podobnymi warunkami, jak chrzestni prawosławni.
Poza dawaniem dobrego przykładu i zachęcaniem do prowadzenia życia chrześcijańskiego rodzice chrzestni biorą odpowiedzialność za chrześcijańskie wychowanie swoich chrześniaków, jeżeli ich rodzice lub opiekunowie zaniedbują swoje obowiązki.

## Zwyczaje
W Polsce na określenie ojca chrzestnego w stosunku do matki chrzestnej i do rodziców dziecka oraz jego ojca w stosunku do rodziców chrzestnych używano określenia kum, kobieta zaś była kumą. W znaczeniu przenośnym słowo kum czy kuma oznacza bliskiego znajomego.